# Otting
Otting este o comună aflată în districtul Donau-Ries, landul Bavaria, Germania.